# مولود حمروش
مولود حمروش. ولد في 3 جانفي 1943 الموافق ل 26 ذو الحجة 1361 هـ بقسنطينة، سياسي جزائري تولى عدة مناصب قبل رئاسته للحكومة من 5 سبتمبر 1989 إلى 5 جوان 1991.

## المناصب التي تقلدها
- 1968 : منتدب بوزارة الدفاع لدى رئاسة الجمهورية
- مدير مساعد برئاسة الجمهورية
- 1984: مسؤول البروتوكول برئاسة الجمهورية
- 1986: أمين عام الحكومة
- 1986: أمين عام رئاسة الجمهورية
- 9 سبتمبر 1989- 5 جوان 1991 : رئيس الحكومة[8]

## حرب التحرير
شارك في حرب التحرير بين 1958 - 1962، إلتحق بجيش التحرير الوطني وعمره لا يتجاوز 15 سنة .

## بعد الاستقلال
بعد الاستقلال تحصل على ماجستير في العلوم السياسية ثم إلتحق بصفوف الجيش الوطني الشعبي
في فترة حكم الرئيس هواري بومدين كلف بمنصب مدير البروتوكولات.
في فترة حكم الشاذلي بن جديد ,تقلد مولود حمروش منصب رئيس الحكومة الجزائرية من 5 سبتمبر 1989 خلفا لقاصدي مرباح إلى غاية استقالته يوم 5 جوان 1991 عند بداية أحداث جوان 1991 الدامية، وخلفه في منصبه سيد أحمد غزالي.

## الإصلاحات السياسية والاقتصادية
عُرف عنه أنه رجل الإصلاحات السياسية والاقتصادية حيت يشهد له أنه فتح المجال أمام كل القوى السياسية مما سمح بظهور عدة أحزاب سياسية في البلاد بالإضافة إلى إعطائه حريات التعبير مما سمح بظهور عدة صحف مستقلة.

## روابط خارجية
- مولود حمروش على موقع مونزينجر (الألمانية)
- موقع أصدقاء مولود حمروش
- موقع غير رسمى لمترشح مولود حمروش

مراجع